# Cratere Arima
Arima  è un cratere sulla superficie di Marte.